# Ernesto Araneda
Ernesto Segundo Araneda Briones (Pailahueque, 7 de noviembre de 1928-Santiago, 12 de septiembre de 2013) fue un dirigente sindical y político chileno de ideología comunista.

## Biografía
Hijo de Blanca Ester Briones Mardones y del político Ernesto Araneda Rocha —militante de los partidos Demócrata y Liberal y que llegó a ser diputado—, Ernesto Araneda Briones nació en el sur de Chile, en Pailahueque (comuna de Ercilla, IX Región de la Araucanía), pero sus padres se trasladaron pronto a Santiago. Cursó sus estudios en la capital: los primarios en la Escuela N°46 República de Colombia y luego en un establecimiento educacional vinculado al colegio Sagrados Corazones de Alameda, y los secundarios en el Liceo Miguel Luis Amunátegui.
Comenzó sus actividades gremiales, sindicales y políticas siendo obrero de la construcción: en 1950 ingresó en el Partido Comunista, se desempeñó como director del periódico La Voz de la Construcción en 1954 y al año siguiente fue elegido secretario general Central Única de Trabajadores en la provincia de Santiago. En aquellos años fue asimismo secretario general de la Federación Industrial Nacional de la Construcción (FINC, y presidente del Sindicato Profesional de Enfierradores de Santiago. 
En 1956 se convierte en director zonal (Biobío y Malleco) del Instituto de Desarrollo Agropecuario (INDAP) y cuatro años más tarde asume la dirección de propaganda en el Partido Comunista.
El primer cargo al que llegó por votación popular fue, en las elecciones municipales de 1963, el de regidor de la comuna de San Miguel (1963-1967), de la que se desempeñó en 1968-1970 como alcalde subrogante gracias a un pacto entre el Partido Socialista y los comunistas.
En las elecciones parlamentarias de marzo de 1973 resultó elegido senador por Biobío, Malleco y Cautín y algcanzó a trabajar algunos meses en la comisión permanente de Relaciones Exteriores y la de Trabajo y Previsión Social antes del golpe militar encabezado por el general Augusto Pinochet para derrocar al gobierno del socialista Salvador Allende y de la Unidad Popular. La junta lanzó una feroz represión y puso término anticipado al período legislativo por medio del Decreto Ley N° 27, del 21 de septiembre de 1973, que disolvió el Congreso Nacional. 

### Detención y exilio

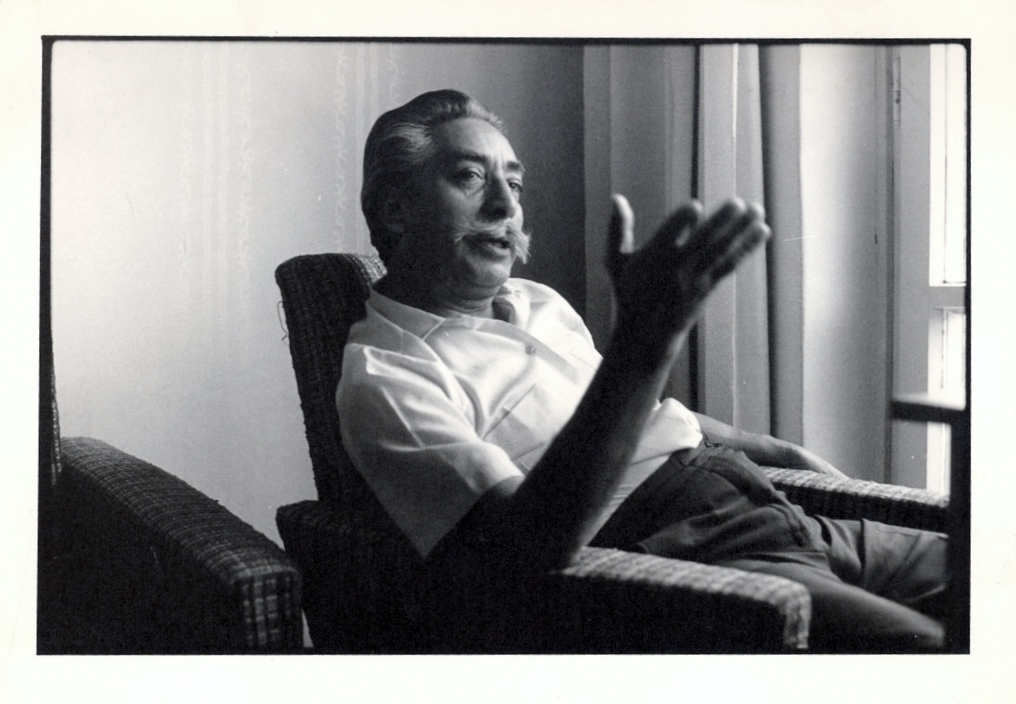
Araneda clandestino

Araneda fue detenido el 28 de septiembre de 1973 por el servicio de inteligencia de la Fuerza Aérea de Chile (FACH), y llevado a la Academia de Instrucción de Guerra, donde sufrió torturas. Luego fue trasladado al Estadio Nacional, convertido en campo de detenidos a cargo del Ejército, en calidad de incomunicado, de ahí al regimiento de Artillería N.º 1 Tacna, donde continuaron los interrogatorios y torturas, y posteriormente al Estadio Chile, centro de detención controlado por Carabineros. Volvió a quedar prisionero de la FACH en el campo de concentración Chacabuco organizado en la antigua oficina salitrera del mismo nombre; estuvo también en los campos de Melinka (Puchuncaví), Tres Álamos y Ritoque.
El 27 de agosto de 1975 salió al exilio bajo la protección del Alto Comisionado de Naciones Unidas para los Refugiados  con destino a Bélgica, país que le dio asilo. En el extranjero fue elegido miembro del Comité Exterior de la Central Única de Trabajadores de Chile, que funcionaba en París, Francia.
La dictadura militar lo privó de su nacionalidad chilena por medio de un decreto el 23 de febrero de 1977. 
Integró el Comité Solidario que funcionó en la sede diplomática de Chile en La Habana, Cuba (1981-1983). Después recibió asilo político en Costa Rica y se trasladó posteriormente por Checoslovaquia, donde ocupó el cargo de secretario de América Latina, el Caribe y las Antillas de la Federación Sindical Mundial, FSM. con sede en Praga, Checoeslovaquia (1984-1988).

### Retorno a la democracia

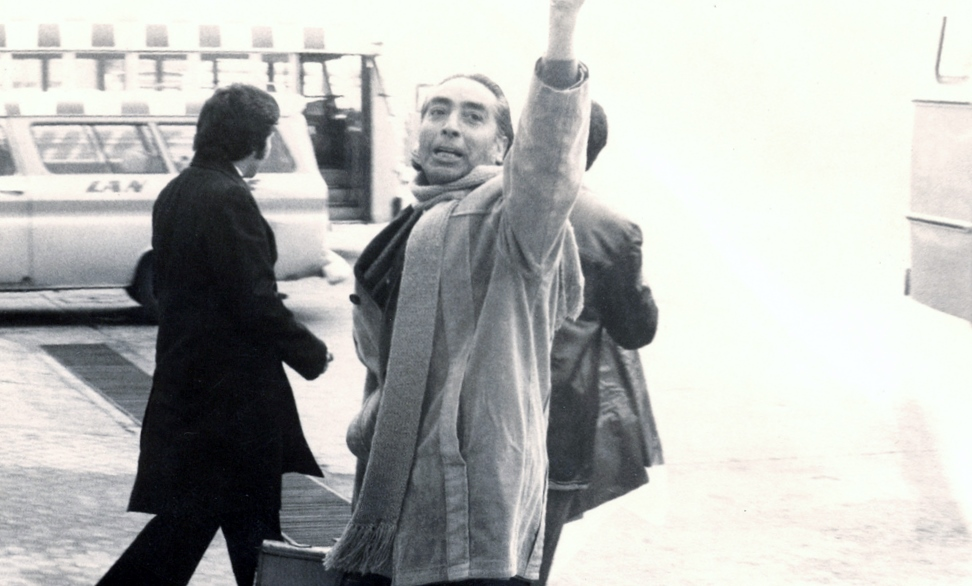
Araneda al salir del exilio.

Regresó a Chile en 1988, tras el levantamiento de las prohibiciones de la dictadura militar y el inicio hacia la transición democrática. Como los comunistas estaban prohibidos, se inscribió en el Partido Amplio de Izquierda Socialista —organización creada especialmente para poder presentar candidatos de izquierda—  antes de volver a militar oficialmente en el PC.
En las parlamentarias de 1989 compitió por un escaño a diputado en el 48.º distrito electoral, integrado por Angol, Renaico, Collipulli, Ercilla, Los Sauces, Purén, Lumaco y Traiguén, en su natal Región de la Araucanía, pero no salió elegido.
Sí tuvo éxito en las municipales de 1992, en las que fue elegido concejal de la comuna de San Joaquín (1992-1996) en representación del Partido Comunista, pero volvió a ser derrotado en las legislativas de 2001, donde nuevamente se presentó su candidatura en la Araucanía, pero esta vez a senador. 
Su último cargo de elección popular fue el de concejal de la municipalidad de Pedro Aguirre Cerda (2004-2008), en representación de su partido y del Pacto Juntos Podemos; integró la comisión de Educación y Salud del municipio. Al término de su periodo, decidió no repostularse, aunque, como testimonian los resultados de esos comicios, podría haber seguido en su cargo: los comunistas aumentaron a dos su número de concejales en la comuna. 
Falleció en Santiago, a la edad de 84 años; fue velado en la sala del concejo municipal de San Miguel.

## Historial electoral

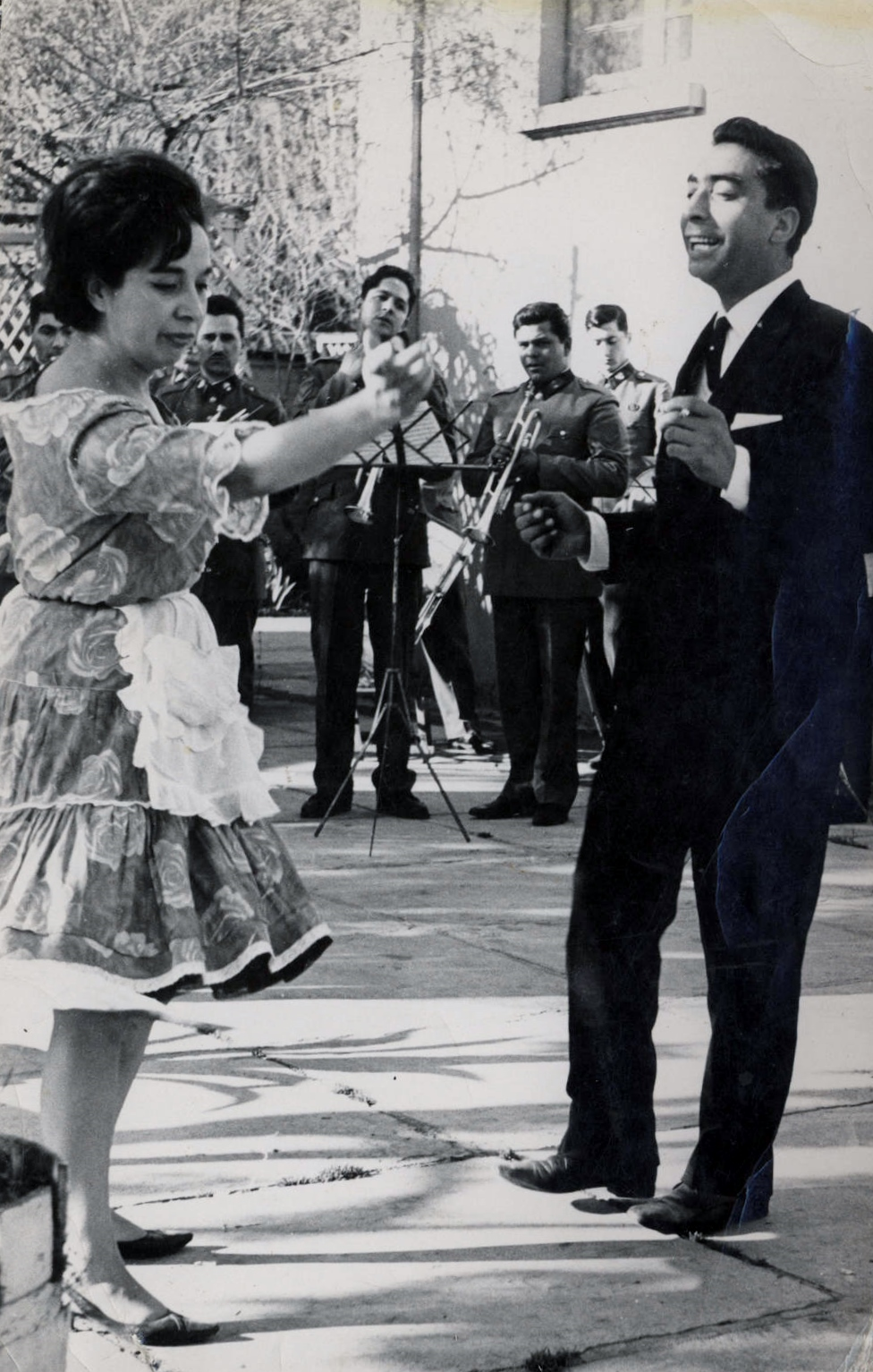
Araneda en sus tiempos de alcalde de San Miguel

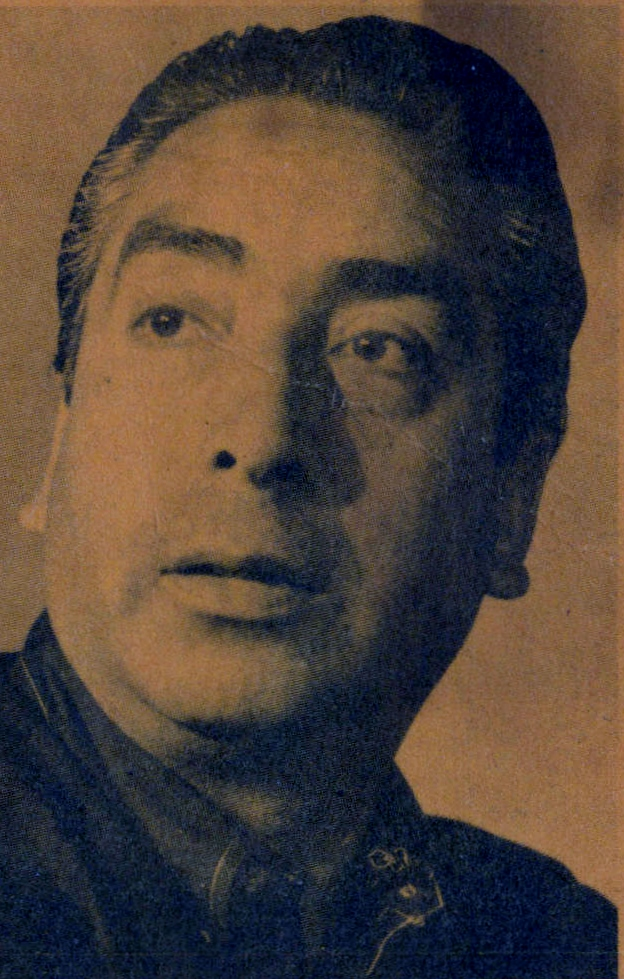
Araneda en una foto usada como propaganda electoral cuando fue candidato a senador.

### Elecciones parlamentarias de 1973
- Elecciones Parlamentarias de 1973 a Senador para la Octava Agrupación Provincial de Biobío, Cautín y Malleco[6]

| Candidato                     | Pacto                          | Partido | Votos  | %     | Resultado |
| ----------------------------- | ------------------------------ | ------- | ------ | ----- | --------- |
| Renán Fuentealba Moena        | Confederación de la Democracia | DC      | 37 679 | 14,10 | Senador   |
| Jorge Lavandero Illanes       | Confederación de la Democracia | DC      | 46 376 | 17,36 | Senador   |
| Patricio Phillips Peñafiel    | Confederación de la Democracia | PN      | 42 197 | 15,79 | Senador   |
| Miguel Huerta Muñoz           | Confederación de la Democracia | PN      | 21 657 | 8,11  |           |
| Julio Durán Neumann           | Confederación de la Democracia | DR      | 17 620 | 6,59  |           |
| Jaime Suárez Bastidas         | Unidad Popular                 | PS      | 45 291 | 16,95 | Senador   |
| Ernesto Araneda Briones       | Unidad Popular                 | PC      | 35 646 | 13,34 | Senador   |
| Luis Fernando Luengo Escalona | Unidad Popular                 | PR      | 20 726 | 7,76  |           |

### Elecciones parlamentarias de 1989
- Elecciones Parlamentarias de 1989 de Diputados para el Distrito 48 (Angol, Collipulli, Ercilla, Los Sauces, Lumaco, Purén, Renaico y Traiguén)[7]

| Candidato                          | Pacto                          | Partido | Votos  | %     | Resultado |
| ---------------------------------- | ------------------------------ | ------- | ------ | ----- | --------- |
| Edmundo Villouta Concha            | Concertación por la Democracia | DC      | 22 711 | 32,16 | Diputado  |
| Francisco Bayo Veloso              | Democracia y Progreso          | RN      | 15 644 | 22,15 | Diputado  |
| Nilo Bernales Candia               | Concertación por la Democracia | PR      | 10 215 | 14,46 |           |
| Joaquín De La Fuente Smitmans      | Democracia y Progreso          | RN      | 7375   | 10,44 |           |
| Elcio Robustiano Fulgeri Contreras | Partido Nacional               | ILF     | 4377   | 6,20  |           |
| Ernesto Araneda Briones            | Unidad para la Democracia      | PAIS    | 3526   | 4,99  |           |
| Pedro Banoviez Cominetti           | Partido del Sur                | ILC     | 2598   | 3,68  |           |
| Manuel Pilquil Tarupil             | Unidad para la Democracia      | PAIS    | 1719   | 2,43  |           |
| Óscar Santiago Coddou Vivanco      | Alianza de Centro              | AN      | 1440   | 2,04  |           |
| Luis Colicheo Traipe               | Partido del Sur                | ILC     | 1019   | 1,44  |           |

### Elecciones municipales de 1992
- Elecciones Municipales de 1992 de Alcalde para la comuna de San Joaquín[8]

(Se consideran sólo los candidatos sobre el 4% de los votos, de un total de 33 candidatos)
| Candidato                     | Pacto                          | Partido | Votos | %     | Resultado |
| ----------------------------- | ------------------------------ | ------- | ----- | ----- | --------- |
| Francisco Alberto Lira Moller | Participación y Progreso       | UDI     | 8038  | 13,68 | Concejal  |
| Jorge Araya Moya              | Concertación por la Democracia | DC      | 6468  | 11,01 | Concejal  |
| Ramón Farías Ponce            | Concertación por la Democracia | PPD     | 6323  | 10,76 | Alcalde   |
| Manuel León Huerta            | Concertación por la Democracia | DC      | 5734  | 9,76  | Concejal  |
| José Concha Góngora           | Concertación por la Democracia | PPD     | 5584  | 9,50  | Concejal  |
| Ernesto Araneda Briones       | Partido Comunista              | PC      | 2793  | 4,75  | Concejal  |
| Rigo Quezada Videla           | Concertación por la Democracia | PS      | 2407  | 4,10  | Concejal  |

### Elecciones parlamentarias de 2001
- Elecciones Parlamentarias de 2001 de Senadores para la Circunscripción 14, (Araucanía Norte)[9]

| Candidato                 | Pacto                          | Partido | Votos  | %     | Resultado |
| ------------------------- | ------------------------------ | ------- | ------ | ----- | --------- |
| Alberto Espina Otero      | Alianza por Chile              | RN      | 68 627 | 48,50 | Senador   |
| Roberto Muñoz Barra       | Concertación por la Democracia | PPD     | 35 051 | 27,06 | Senador   |
| Miguel Hernández Saffirio | Concertación por la Democracia | DC      | 27 645 | 21,35 |           |
| Ernesto Araneda Briones   | Partido Comunista              | PC      | 4004   | 3,09  |           |

### Elecciones municipales de 2004
- Elecciones Municipales de 2004 de Concejales para la comuna de Pedro Aguirre Cerda[10]

(Se consideran sólo los 8 candidatos más votados, de un total de 23 candidatos)
| Candidato                        | Pacto                          | Partido | Votos | %     | Resultado |
| -------------------------------- | ------------------------------ | ------- | ----- | ----- | --------- |
| Carmen Salinas Jara              | Concertación por la Democracia | PPD     | 5180  | 10,08 | Concejala |
| Angélica Casas-Cordero Marcoleta | Concertación por la Democracia | DC      | 4565  | 8,88  | Concejala |
| Juan Lemuñir Epuyao              | Concertación por la Democracia | PS      | 4310  | 8,39  | Concejal  |
| Rolando Polanco Inostroza        | Alianza por Chile              | RN      | 3869  | 7,53  | Concejal  |
| Margarita Pizarro Uyevich        | Concertación por la Democracia | DC      | 3825  | 7,44  | Concejala |
| Mario Palestro Contreras         | Juntos Podemos                 | ILA     | 3378  | 6,57  | Concejal  |
| Ernesto Araneda Briones          | Juntos Podemos                 | PC      | 3216  | 6,26  | Concejal  |
| Eduardo Pastene Azola            | Alianza por Chile              | UDI     | 2404  | 4,68  | Concejal  |